# Wilmer Fuentes
Wilmer Daniel Fuentes Alvarenga (sinh ngày 21 tháng 4 năm 1992) là một cầu thủ bóng đá người Honduras thi đấu ở vị trí tiền vệ cho Marathón. Anh ra mắt cho Marathon năm 2009 chỉ mới 17 tuổi dưới tên Manuel Keosseian Anh được biết đến với khả năng tì đè và kèm người tốt như một tiền vệ phòng ngự thực thụ.

## Cuộc sống ban đầu
Fuentes sinh ngày 21 tháng 4 năm 1992 trong gia đình của Guermillo Fuentes và Antonia Alvarenga và có thêm 2 anh chị em và một anh họ tên là Milton Josue Arriaga, một ca sĩ và nhạc sĩ.

## Sự nghiệp quốc tế
Fuentes thi đấu tại Giải vô địch bóng đá U-17 thế giới 2009 tại Nigeria. Năm 2013, anh có tên trong đội hình của Honduras' tham dự Cúp Vàng CONCACAF 2013.

## Danh hiệu

### Câu lạc bộ
C.D. Marathón
- Liga Profesional de Honduras: 2009–10 A, 2017–18 C
- Cúp bóng đá Honduras: 2017